# Ратланд (Илиноис)
Ратланд (енгл. Rutland) град је у америчкој савезној држави Илиноис.

## Демографија
По попису из 2010. године број становника је 318, што је 36 (-10,2%) становника мање него 2000. године.
| Група             | 2000.       | 2010.       |
| Белци             | 351 (99,2%) | 305 (95,9%) |
| Афроамериканци    | 1 (0,3%)    | 6 (1,9%)    |
| Азијати           | 0 (0,0%)    | 0 (0,0%)    |
| Хиспаноамериканци | 1 (0,3%)    | 6 (1,9%)    |
| Укупно            | 354         | 318         |